# Chích mào phương Tây
Chích mào phương Tây (danh pháp hai phần: Phylloscopus occipitalis) là một loài chích lá thuộc chi Chích lá, họ Chích lá.

## Tham khảo

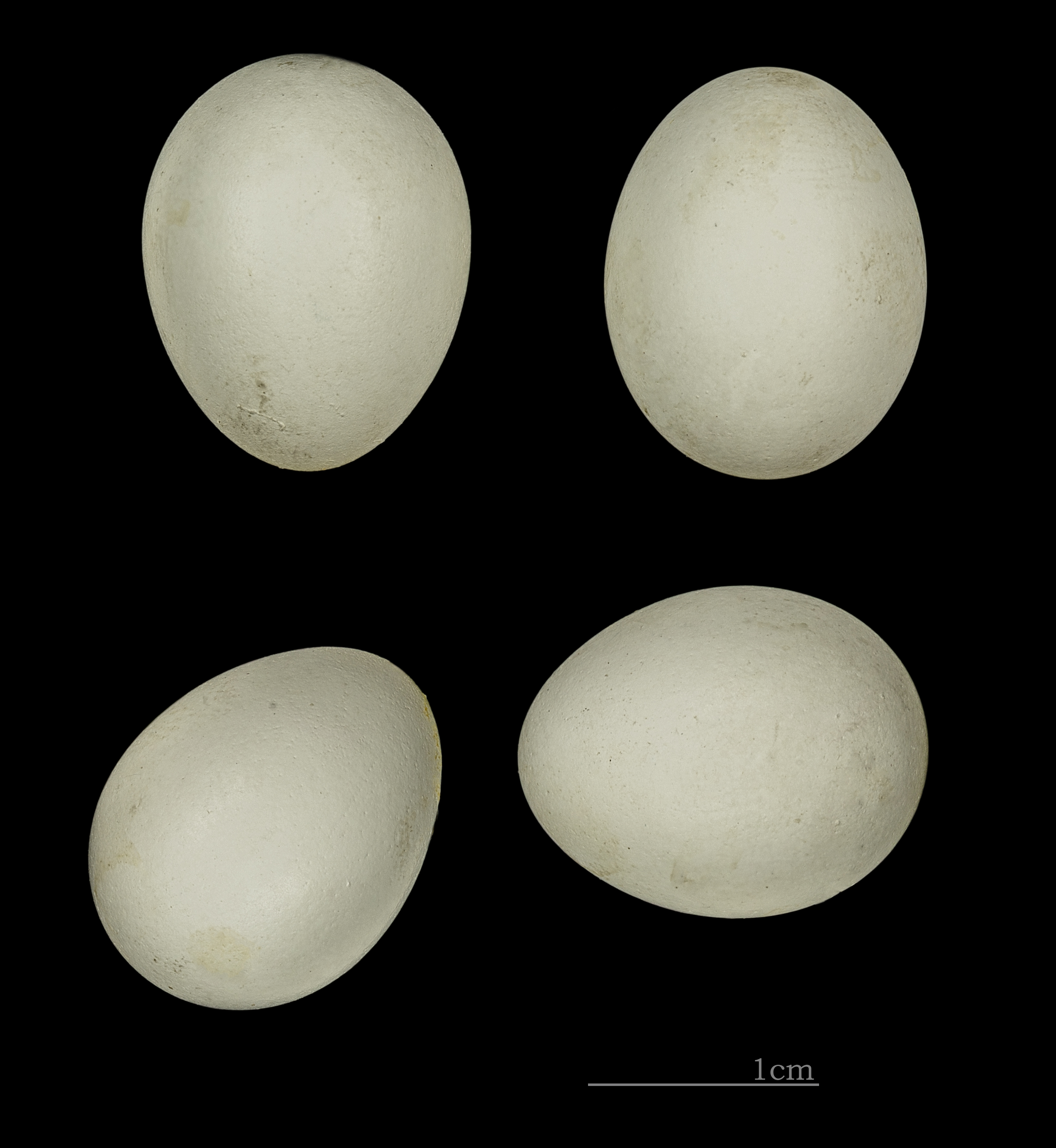
Trứng chim Phylloscopus occipitalis